# جشنواره ماچ موزیک ویدئو
جشنواره ماچ موزیک ویدئو (به انگلیسی: Much Music Video Awards)، که با نام‌های MMVA و MMVAs نیز شناخته می‌شود و قبل از سال ۱۹۹۵ نام اصلی آن «جشنواره موزیک وبدیو کانادایی» بود، توسط شبکه تلویزیونی کانادین تی‌وی ارائه می‌شود که جایزه آن به پرافتخارترین نماهنگ سال داده می‌شود.

## توضیح کوتاه
در شکل مدرن این جشنواره، مراسم جشنواره در یک تماشاخانه معمولی برگزار نمی‌شود بلکه به عنوان یک مهمانی خیابانی عظیم در ترکیبی از دفتر کار ماچ و پارکینگ‌های آن و خیابان کوئین غربی در مرکز شهر تورنتو، استان انتاریو برگزار می‌شود. هیچ میزبان یا گوینده‌ای در جشنواره وجود ندارد و به جای آن شخصیت‌های رسانه‌ای ماچ بخشی از جشن هستند که برندگان و ارائه دهندگان را معرفی کرده و با آنها مصاحبه می‌کنند. ارائه دهندگان و نوازندگان ارتباط اندک یا هیچ ارتباطی با شرکت ندارند و برندگان مجسمه‌ای نفیس به عنوان یادبود دریافت می‌کنند.